# El día que Nietzsche lloró
El día en que Nietzsche lloró es una novela de ficción escrita en 1992 por el psiquiatra judeo-estadounidense Irvin D. Yalom.
En este libro se destacan personas muy importantes para la historia de la humanidad como Sigmund Freud en el campo del psicoanálisis; su amigo íntimo Josef Breuer en la medicina; y Friedrich Nietzsche en el campo filosófico. Otros personajes reconocidos son Richard Wagner, gran compositor alemán; el filósofo Paul Rée; y Lou Andreas-Salomé, escritora alemana de origen ruso que es un personaje muy importante para la historia puesto que es la encargada de poner en contacto a Breuer con Nietzsche.

## Argumento
La novela se sitúa a finales de 1882, entre noviembre y diciembre, y está ambientada en Viena en una sociedad muy estructurada y alto nivel económico con un emergente antisemitismo. Una joven, Lou Salomé lleva a cabo una cita con Josef Breuer, un célebre médico vienés, con el objetivo de lograr que un anónimo filósofo alemán, llamado Friedrich Nietzsche, conozca al doctor para que este, de una forma sigilosa y sin que Nietzsche se dé cuenta, lo ayude no solo físicamente sino psicológicamente puesto que el desdichado filósofo posee, además de graves dolencias físicas, tendencias suicidas según se lo hace saber en cartas agresivas a Salomé. Breuer, influido por la tenacidad de la joven e impactado por el ímpetu de su carácter acepta el desafío que la joven desconocida le propone y tratar de ayudar a este "don nadie" que supuestamente tiene mucha inteligencia, sin que él lo note. Igualmente, esta tarea no resulta muy fácil y a través de repetidos encuentros Breuer se da cuenta del verdadero genio que posee Nietzsche. Recibirá la colaboración de un joven íntimo amigo, Sigmund -Sigi- Freud con quien disfruta discutir sobre el estado de la medicina de la época. Ambos van descubriendo los conceptos que luego servirían para fundar el psicoanálisis. Por otro lado, Breuer tiene que lidiar con un incidente de su pasado con la famosa paciente, Anna O. y un matrimonio decadente.
Es un libro para reflexionar sobre la vida, donde los dos protagonistas, Nietzsche y Breuer, descubren al final que se ayudaron el uno al otro sin darse cuenta. Breuer consigue tener otro punto de vista en lo que engloba a su matrimonio y el amor por su mujer y sus hijos, logrando así revindicarse, mientras que Nietzsche, logra superar su amor pasado por Salomé, dando como fruto una fuerte amistad entre los dos personajes, relación que van forjando su inspiración para lo que luego será quizás la obra capital de Nietzsche, Así habló Zaratustra.

## Adaptaciones
En el rubro cinematográfico cuenta con una adaptación titulada El día que Nietzsche lloró (2007) que tiene como director a Pinchas Perry y el reparto actoral de Katheryn Winnick, Armand Assante, Ben Cross, Rachel O'Meara y Joana Pacula.
En cuanto al teatro, la obra adaptada se basa en lo inconsciente como representación teatral. Sigmund Freud tiene apenas 24 años y es testigo del encuentro entre su maestro, el doctor Josef Breuer (Ben Cross), y Friedrich Nietzsche (Armand Assante), filósofo maldito precipitado, tanto o más que su médico, hacia el abismo de sus obsesiones. Según la crítica, los dos actores principales interpretan muy bien sus roles y con el resto del elenco, formado por Emilia Paino, Flor Dyszel, Pablo Marjuzzi y Paula Rebagliatti, conforman un grupo muy parejo en la puesta con una magnífica adaptación y dirección.[cita requerida]
- Datos: Q1136864